# Kijakovke
Kijakovke (lat. Zamiaceae), biljna porodica u redu Cikadolike (Cycadales). Ime je dobila po rodu zamija (Zamia), a pripada joj 9 rodova i preko 230 vrsta.

## Opis
Kijakovke su višegodišnje, zimzelene, dvodomne biljke. Stabljike podzemne s otkrivenim vrhom ili nadzemne, mesnate, čvrste, cilindrične, jednostavne ili nepravilno razgranate. Korijenje s malim sekundarnim korijenjem; koraloidnim korijenima koji se razvijaju u podnožju stabljike na ili ispod površine tla. Listovi perasto složeni, spiralno skupljeni na vrhu stabljike, kožasti; listići cjeloviti, nazubljeni ili bodljasti, žilanje dihotomno ili mrežasto; odsutni smolni kanali. Češeri aksilarni, pojavljuju se na vrhu, kratke peteljke ili sjedeći, raspadaju se u zrelosti; sporofili gusto zbijeni, spiralno raspoređeni. Peludni češeri ubrzo otpadaju, općenito su manji i brojniji od sjemenih češera; sporofili koji nose mnogo zbijenih, malih mikrosporangija (peludne vrećice) adaksialno; polen sferičan. Sjemeni češeri traju godinu dana ili više, 1(2) po biljci, gotovo okruglasti do jajasti, oštro suženi ili tupi na vrhu; sporofili ljuskasti, zadebljani i bočno distalno prošireni, nose 2(3) ovula. Sjemenke uglate, unutarnja ovojnica otvrdnuta, vanjska ovojnica mesnata, često svijetle boje; kotiledona 2 (Landry 1993).

## Rasprostranjenost i ekologija
Australija (Chigua, Lepidozamia, Macrozamia), Neotropici (Gruzija do Bolivije; Ceratozamia, Dioon, Microcycas, Zamia) i subsaharska Afrika (Encephalartos). Sve vrste nastanjuju suptropska ili tropska staništa, s režimima padalina u rasponu od polusušnih do močvara ili tropskih kišnih šuma (Jones 1993).
Zamiaceae su, općenito, vrlo značajne za očuvanje. IUCN (2020) je identificirao 4 svojte kao izumrle u divljini, 42 kao kritično ugrožene, 49 kao ugrožene i 43 kao ranjive. Tako je 62% svih svojti u opasnosti. Glavni čimbenici opadanja uključuju prenamjenu staništa kroz poljoprivredu ili razvoj, nezakonito uklanjanje samoniklog bilja za hortikulturno sakupljanje i klimatske promjene.

## Rodovi
1. Bowenia Hook., bovenija
2. Ceratozamia Brongn., ceratozamija
3. Dioon Lindl., dion
4. Encephalartos Lehm., encefalartos
5. Lepidozamia Regel, lepidozamija
6. Macrozamia Miq., makrozamija
7. Microcycas (Miq.) A.DC., mikrocikas
8. Stangeria T.Moore, stangerija
9. Zamia L., zamija

Fosili
1. Brunoa A.E. Artabe, A.B. Zamuner & D.W. Stevenson, 2004 †
2. Centricycas D.J. Cantrill, 2000 †
3. Neochamberlainia A.E. Artabe, A.B. Zamuner & D.W. Stevenson, 2010 †
4. Pterostoma R.S. Hill, 1980 †
5. Restrepophyllum M.G. Passalia, G. Del Fueyo & S. Archangelsky, 2010 †
6. Worsdellia A.E. Artabe, A.B. Zamuner & D.W. Stevenson, 2004 †